# 中島康晴 (テノール歌手)
中島 康晴（なかじま やすはる、1976年2月23日 - ）は、日本のテノール歌手。東京都出身。

## 人物
東京都生まれの東京都育ち。両親共に声楽家である。3歳よりピアノを始める。中学高校時代は吹奏楽部でユーフォニウムを演奏。
往年の名テノール、マリオ・デル・モナコの声に魅せられ、声楽家を目指す。
東京藝術大学在学中に、イタリアに留学、ジャンニ・ライモンディに師事。大学在学中に挑戦した国際コンクール第2回フランコ．コレッリ国際声楽コンクールでファイナリストになる。
大学卒業後、安宅賞、松田トシ賞、アカンサス音楽賞、ＮＴＴドコモ賞を受賞。その後、ミラノのヴェルディ国立音楽院へ留学、スカラ座ソリストコースで研鑚を積みディプロマを取得。
現在はミラノ在住。

## 略歴
- 1999年 - 第2回フランコ・コレッリ国際コンクール入賞
- 2000年 - 東京芸術大学 首席卒業
- 2000年 - 第36回日伊声楽コンコルソ優勝[1]
- 2000年 - 第31回イタリア声楽コンコルソミラノ大賞[2]
- 2000年 - サンレモ国際コンクール第2位
- 2001年 - ミラノ・ヴェルディ音楽院入学
- 2001年 - フェルッチォ・タリアビーニ国際コンクール第3位、最優秀テノール賞
- 2002年 - ジュゼッペ・ヴェルディ“オベルト、サン・ボニファーチョ伯爵”リッカルド役 : スカラ座[3]
- 2002年 - ジュゼッペ・ヴェルディ“オベルト、サン・ボニファーチョ伯爵”リッカルド役 : ジェノヴァ・カルロ・フェリーチェ劇場
- 2003年 - ミラノ・スカラ座アカデミーソリストコースでディプロマを取得
- 2003年 - リヒャルト・シュトラウス“薔薇の騎士”イタリア人テノール役 : スカラ座
- 2003年 - ジャコモ・プッチーニ“ラ・ボエーム”ロドルフォ役 : スカラ座
- 2003年 - ジュゼッペ・ヴェルディ“二人のフォスカリ”ヤーコポ役 : スカラ座
- 2003年 - ガエターノ・ドニゼッティ“パリ伯爵ウーゴ”ウーゴ役 : スカラ座
- 2003年 - ジョアキーノ・ロッシーニ“モーゼとファラオ”アメノフィス役 : スカラ座
- 2003年 - ガエターノ・ドニゼッティ“パリ伯爵ウーゴ”ウーゴ役 : ベルガモ・ドニゼッティ歌劇場[4]
- 2004年 - オペラリア　「ドミンゴ・コンクール」ロサンジェルス大会ファイナリス
- 2004年 - ジョアキーノ・ロッシーニ“セビリアの理髪師”アルマヴィーヴァ伯爵役 : スカラ座
- 2004年 - ジュゼッペ・ヴェルディ“ナブッコ”イズマエーレ役 : ジェノヴァ・カルロ・フェリーチェ劇場
- 2004年 - ジョルジュ・ビゼー“真珠採り”ナディール役 : フェニーチェ劇場[5]
- 2004年 - エクトル・ベルリオーズ“ファウストの劫罰”ファウスト役 : パルマ・レージョ歌劇場
- 2004年 - ジョアキーノ・ロッシーニ“ランスへの旅”リーベンスコフ役 : ペーザロ・ロッシーニオペラフェスティバル
- 2004年 - ガエターノ・ドニゼッティ“ランメルモールのルチア”エドガルド役 : トロント・カナディアンオペラカンパニー[6]
- 2004年 - ジョルジュ・ビゼー“真珠採り”ナディール役 : ミュンヘン・ガスタイク・フィラルモニーホール
- 2004年 - ジョアキーノ・ロッシーニ“ランスへの旅”リーベンスコフ役 : フランクフルト・オペラ座
- 2005年 - ジョアキーノ・ロッシーニ“セビリアの理髪師”アルマヴィーヴァ伯爵役 : ヴェローナ・フィラルモニコ歌劇場
- 2005年 - ジャコモ・プッチーニ“ラ・ボエーム”ロドルフォ役 : アンコーナ・ミュゼ歌劇場
- 2005年 - ガエターノ・ドニゼッティ“ランメルモールのリュシー”エドガール役 : ボストン・リリックオペラ
- 2006年 - ジョルジュ・ビゼー“真珠採り”ナディール役 : フェニーチェ劇場日本引越公演 　東急文化村オーチャードホール・びわ湖ホール[7][8]
- 2006年 - ジョアキーノ・ロッシーニ“セビリアの理髪師”アルマヴィーヴァ伯爵役 : ヴェローナ・フィラルモニコ歌劇場
- 2006年 - ジョアキーノ・ロッシーニ“ランスへの旅”リーベンスコフ役 : フランクフルト・オペラ座
- 2006年 - ジョアキーノ・ロッシーニ“セビリアの理髪師”アルマヴィーヴァ伯爵役 : デトロイト・ミシガンオペラ
- 2007年 - ジョアキーノ・ロッシーニ“セビリアの理髪師”アルマヴィーヴァ伯爵役 : スポレート歌劇場日本引っ越し公演
- 2011年 - ガエターノ・ドニゼッティ“ドン・パスクアーレ”エルネスト役 : 大邱インターナショナルオペラフェスティバル
- 2012年 - ジョアキーノ・ロッシーニ“セビリアの理髪師”アルマヴィーヴァ伯爵役 : インペリア・カヴール歌劇場
- 2012年 - ジョアキーノ・ロッシーニ“セビリアの理髪師”アルマヴィーヴァ伯爵役 : マントヴァ・市立劇場
- 2014年 - フェルッチョ・ブゾーニ“トゥーランドット”カラフ役 : バート・アイプリンク　サマーオペラフェスティバル[9]
- 2015年 - ジョルジュ・ビゼー“真珠採り”ナディール役 : ミュンヘン・フュルステンフェルトブルック市立劇場[10]

## 受賞歴
- 1999年 - 第2回フランコ・コレルリ国際コンクール入賞
- 2000年 - 第36回日伊声楽コンコルソ優勝
- 2000年 - 第31回イタリア声楽コンコルソミラノ大賞
- 2000年 - サンレモ国際コンクール第2位
- 2001年 - フェルッチォ・タリアビーニ国際コンクール第3位　最優秀テノール賞

## CD
- PRIMO!/中島康晴[11]
- 歌劇『パリ伯爵ウーゴ』全曲
- 歌劇『真珠採り』全曲
- 歌劇『ナブッコ』全曲
- NHK名曲アルバム フランス編 NHKエンタープライズ[12]
- 決定盤!!ポップスでヒットしたクラシック名曲ベスト[13]

## DVD
- 歌劇《真珠採り》 フェニーチェ歌劇場2004[14]
- 歌劇《ナブッコ》 ジェノヴァ・カルロ・フェリーチェ歌劇場2004[15]